# Moorefield (Nebraska)
Moorefield – wieś w Stanach Zjednoczonych, w stanie Nebraska, w hrabstwie Frontier.